# Hydroporus memnonius
Hydroporus memnonius is een keversoort uit de familie waterroofkevers (Dytiscidae). De wetenschappelijke naam van de soort is voor het eerst geldig gepubliceerd in 1822 door Nicolai.